# Spodnje Prapreče
Spodnje Prapreče – wieś w Słowenii, w gminie Lukovica. W 2018 roku liczyła 212 mieszkańców.